# Castuera (Badajoz)
Castuera este un oraș din Spania, situat în provincia Badajoz din comunitatea autonomă Extremadura. Are o populație de 6.645 de locuitori.